# Akarsu, Nusaybin
Akarsu là một thị trấn thuộc huyện Nusaybin, tỉnh Mardin, Thổ Nhĩ Kỳ. Dân số thời điểm năm 2010 là 2.479 người.